# Coelosia lepida
Coelosia lepida är en tvåvingeart som beskrevs av Oskar Augustus Johannsen 1912. Coelosia lepida ingår i släktet Coelosia och familjen svampmyggor.
Artens utbredningsområde är British Columbia. Inga underarter finns listade i Catalogue of Life.